# Christian Hochstätter
Christian Hochstätter (* 19. Oktober 1963 in Augsburg) ist ein ehemaliger deutscher Fußballspieler und -funktionär.

## Sportliche Laufbahn

### Vereinskarriere
Hochstätter kam über den Post SV Augsburg und den FC Augsburg, mit dem er als knapp 19-Jähriger als Meister der Bayernliga 1982 in die 2. Bundesliga aufstieg, zu Borussia Mönchengladbach. Bis 1998 war der Mittelfeldspieler bei diesem Verein unter Vertrag. Er kam auf 339 Einsätze in der Fußball-Bundesliga und schoss dabei 55 Tore. Viele dieser Treffer erzielte Hochstätter nach einem Freistoß. Nachdem er 1992 mit der Borussia im Finale des DFB-Pokal 1992 gegen Hannover 96 verloren hatte, stand er im DFB-Pokal 1995 in der Elf der Borussia, die mit einem 3:0 über den VfL Wolfsburg DFB-Pokalsieger wurde.

### Auswahleinsätze
1987 absolvierte er zwei A-Länderspiele für die deutsche Fußballnationalmannschaft. Auf einer Südamerikatournee kam er gegen Brasilien und Argentinien zum Einsatz.

## Funktionärslaufbahn
Nach seiner Spielerkarriere wurde Hochstätter Sportdirektor bei Borussia Mönchengladbach. Diese Funktion übte er sechs Jahre aus; im April 2005 trat er zurück. Im Januar 2007 wurde er Sportdirektor bei Hannover 96 als Nachfolger von Ilja Kaenzig, dessen Vertrag Mitte November 2006 aufgelöst worden war. Seinen Vertrag über Juni 2009 hinaus zu verlängern, lehnte Hochstätter im Januar 2009 ab. Anschließend war er für ein Dreivierteljahr als Spielerberater bei der Agentur Stars & Friends tätig. Nach einer Weiterbildung in den Bereichen Sportmanagement und Finanzdienstleistung arbeitete er anschließend in einer Düsseldorfer Agentur für Vermögensverwaltung und Unternehmensberatung sowie für eine Kölner Werbeagentur.
Ab dem 8. Juni 2013 war Hochstätter als Sportvorstand beim VfL Bochum tätig. Dort wurde er am 7. Februar 2018 entlassen.